# Anchoa compressa
Anchoa compressa är en fiskart som först beskrevs av Girard, 1858.  Anchoa compressa ingår i släktet Anchoa och familjen Engraulidae. Inga underarter finns listade i Catalogue of Life.